# Park (salle de cinéma)
Pour les articles homonymes, voir Park.

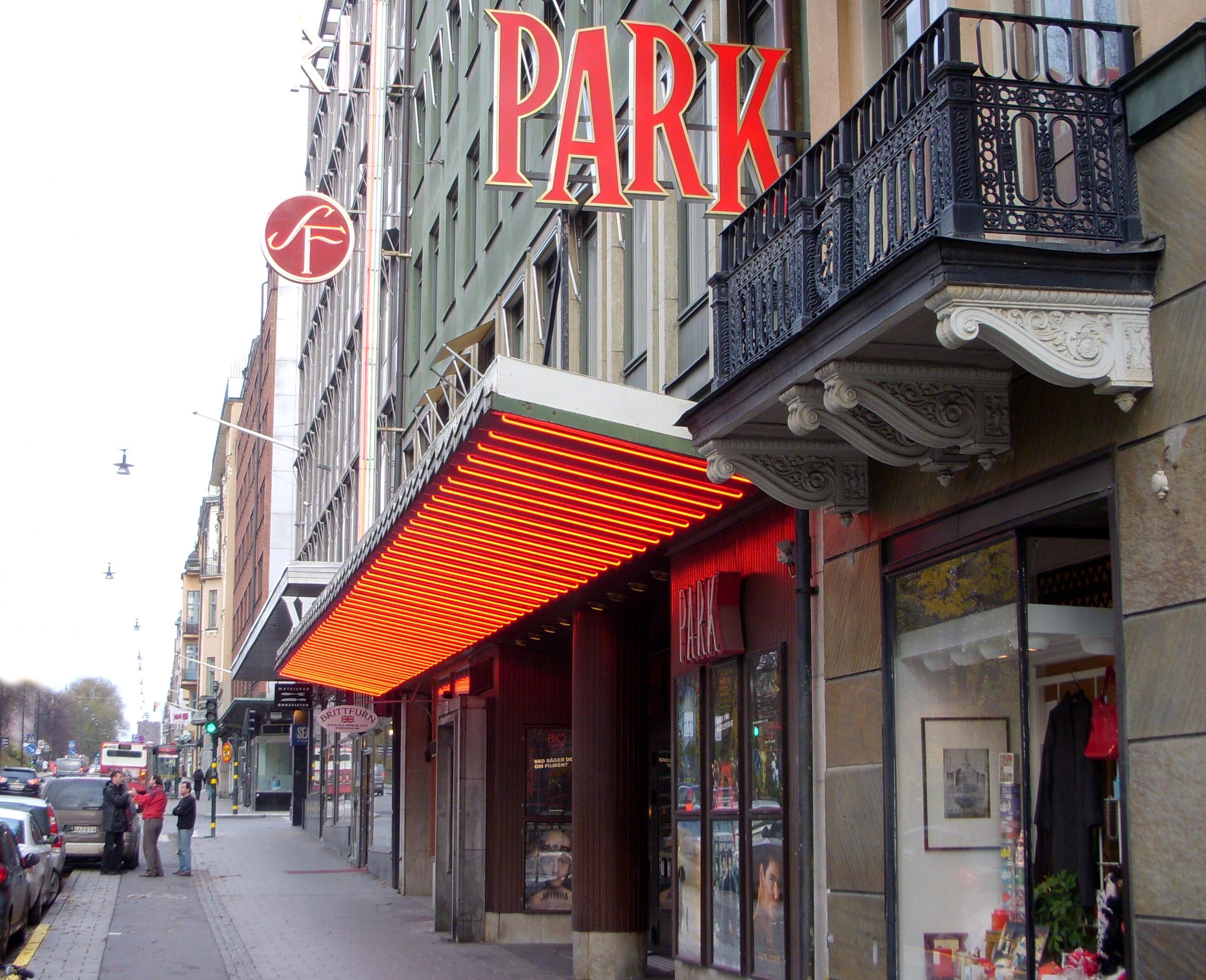
Le Park (2009).

Le Park, à l'origine le Park-Teatern, est une salle de cinéma du réseau SF Bio située au numéro 18 de la voie publique Sturegatan, dans la ville de Stockholm, en Suède.
Conçu par l'architecte suédois Björn Hedvall, la salle est inaugurée le 21 novembre 1941.

## Intérieur du cinéma

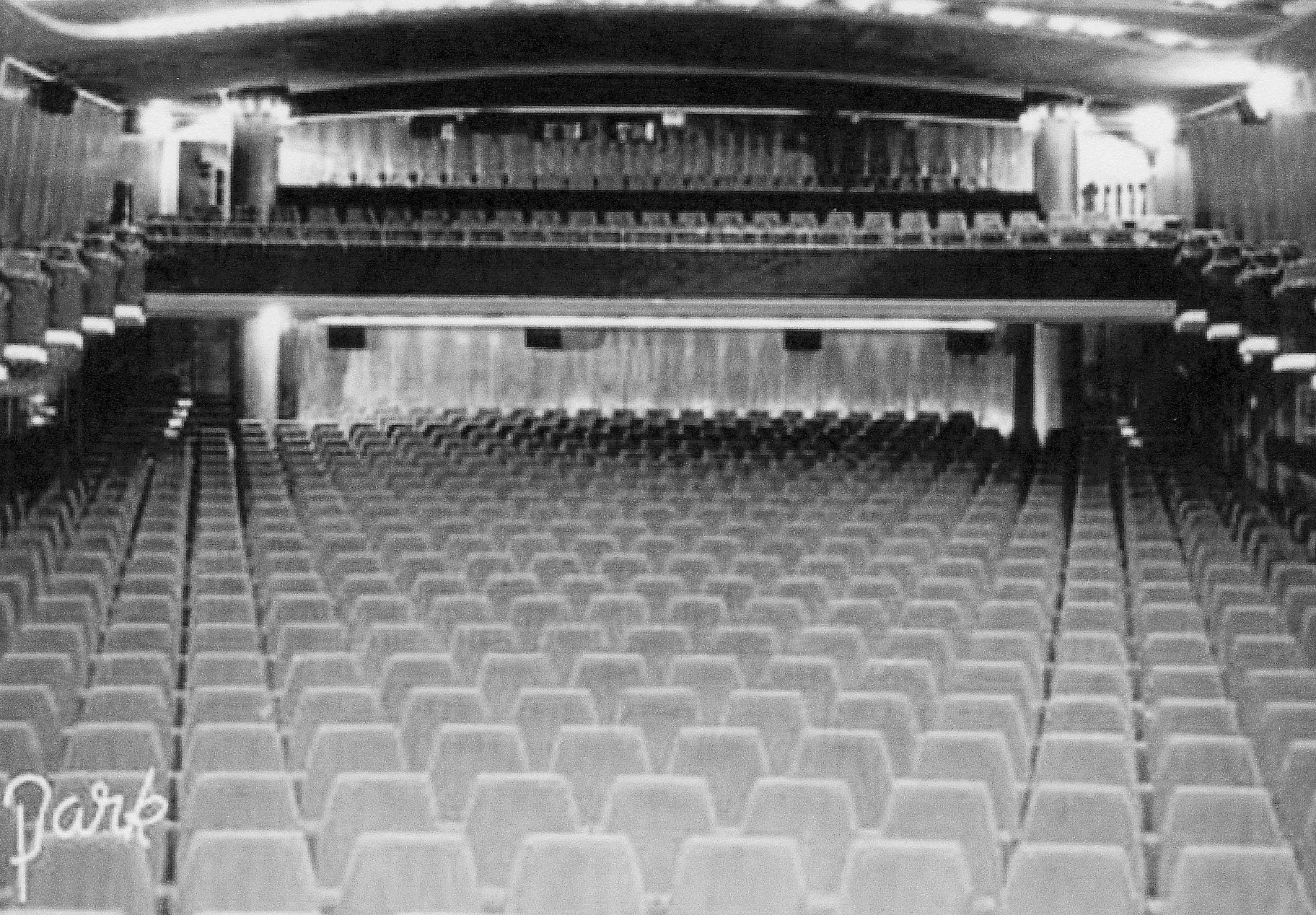
Salle d'époque, dans les années 1940.
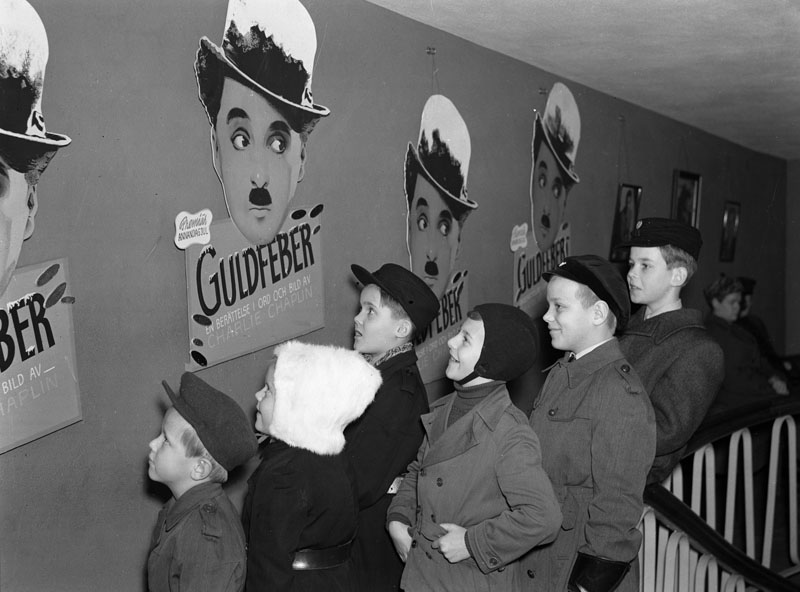
Projection de La Ruée vers l'or de Charlie Chaplin le 27 décembre 1942.
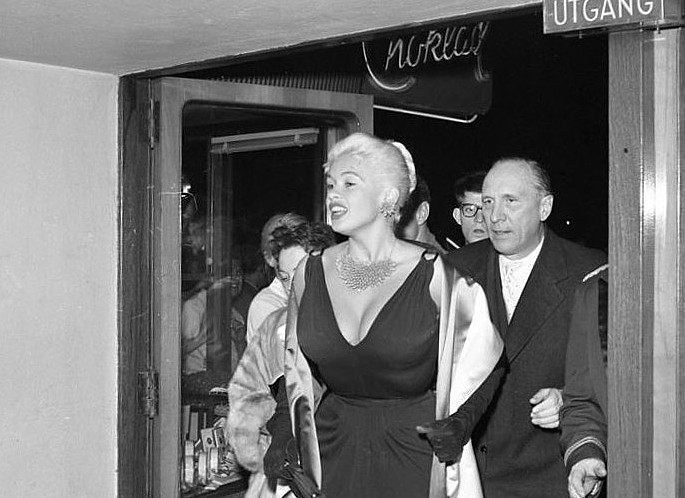
Jayne Mansfield visitant le « Park » en 1957.
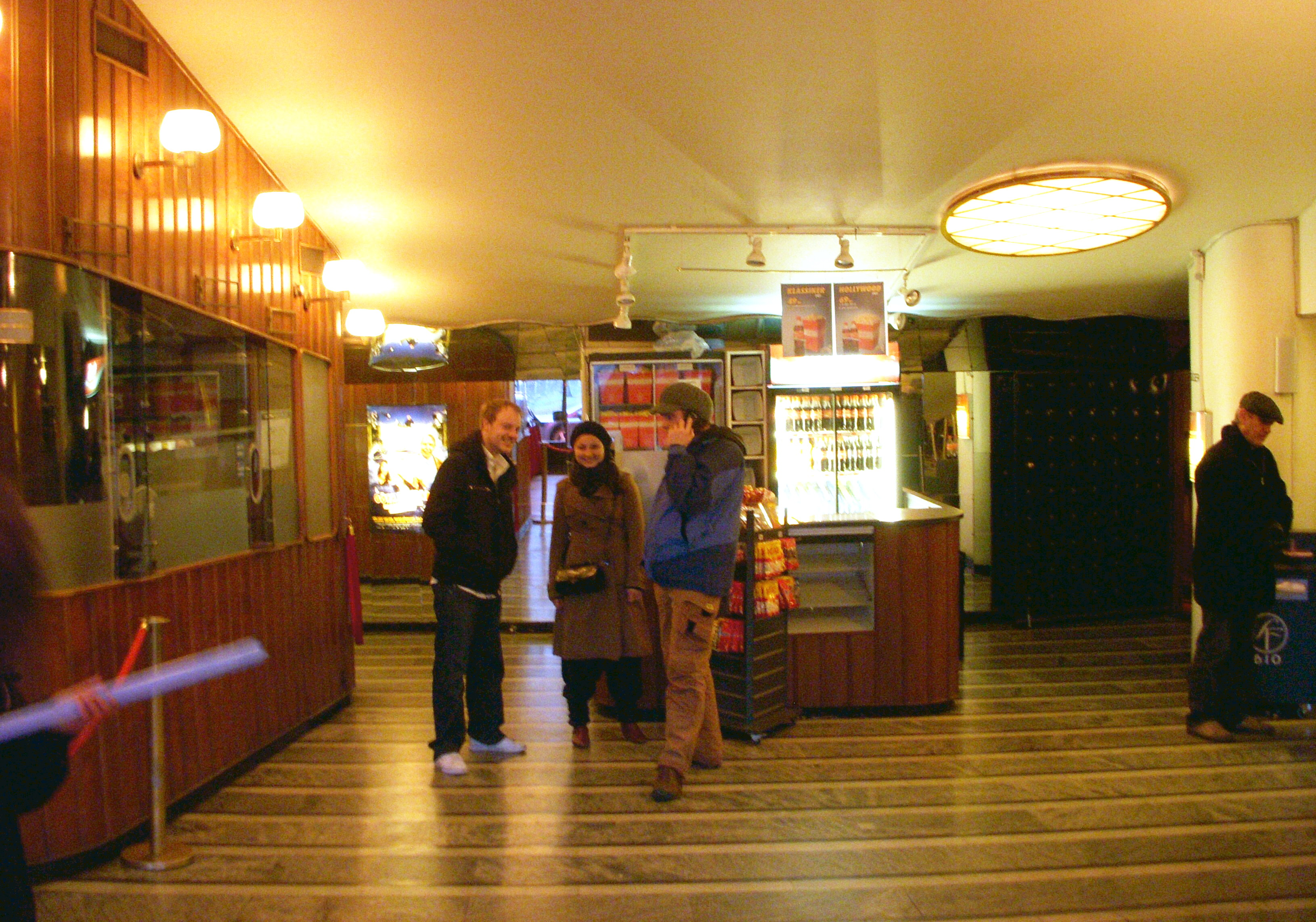
Intérieur du Park en décembre 2009.